# Curyšské jezero
Curyšské jezero (německy Zürichsee) je jezero ve Švýcarsku, které leží severně od Glarnských Alp, na jihovýchod od největšího švýcarského města, Curychu, od něhož je název odvozen.
Nachází se ve staré ledovcové kotlině, a to na území kantonů Curych, St. Gallen a Schwyz. Má rozlohu 90,1 km². Je 42 km dlouhé a 1 až 4 km široké. Dosahuje maximální hloubky 136 metrů. Leží v nadmořské výšce 406 m.

## Geografie

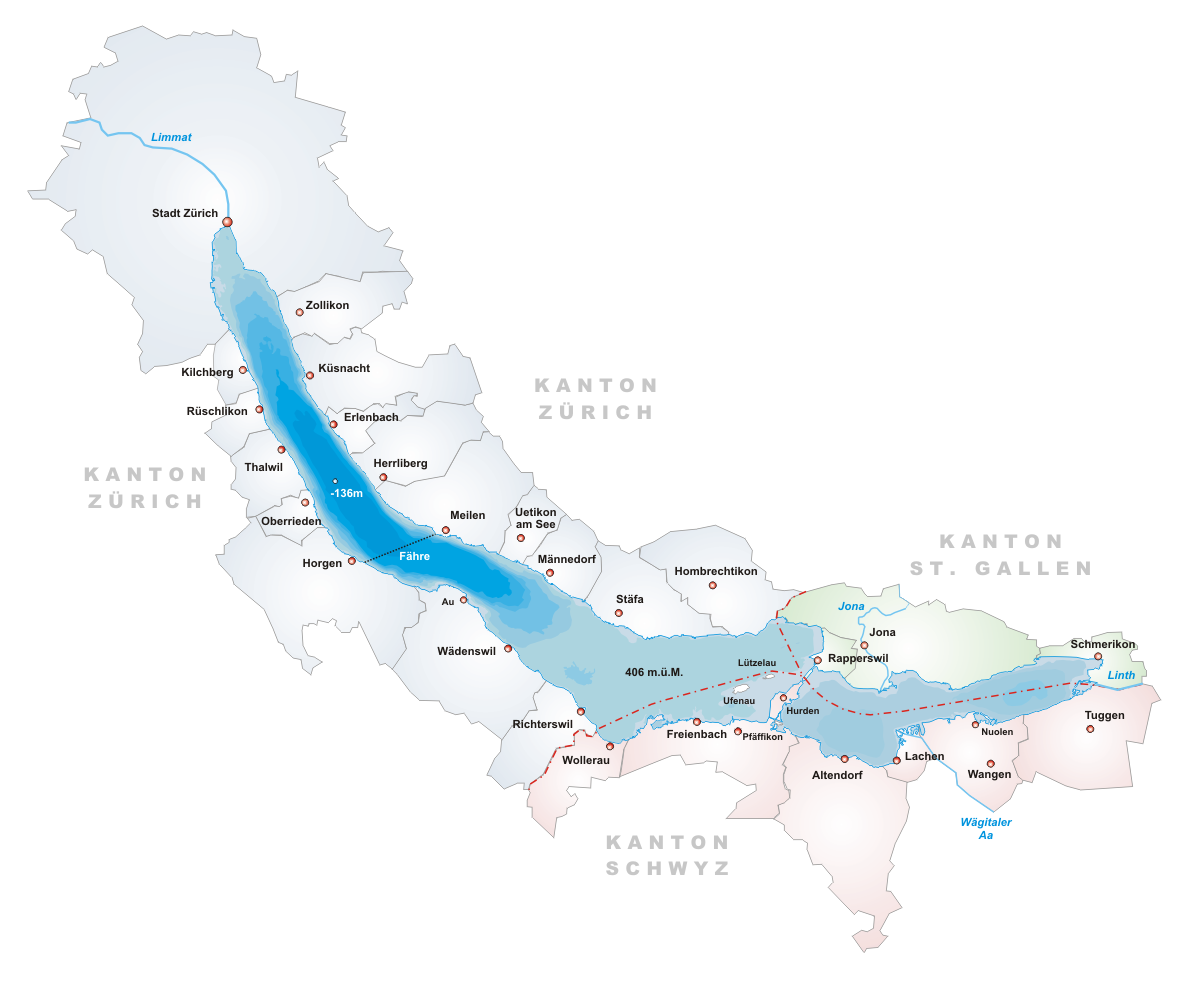
Mapa jezera

Úzké údolí, v němž jezero leží, je na jihozápadní straně lemováno horskými masivy Etzel a Albis a na severovýchodní straně kopcovitou krajinou oblasti Zürcher Oberland a Pfannenstiel. Na obou stranách údolí jsou terasy tvořené bočními morénami. Curyšské jezero patří do skupiny jezer na okraji Alp, která vznikla spolupůsobením alpského výzdvihu, říční eroze a poslední doby ledové.

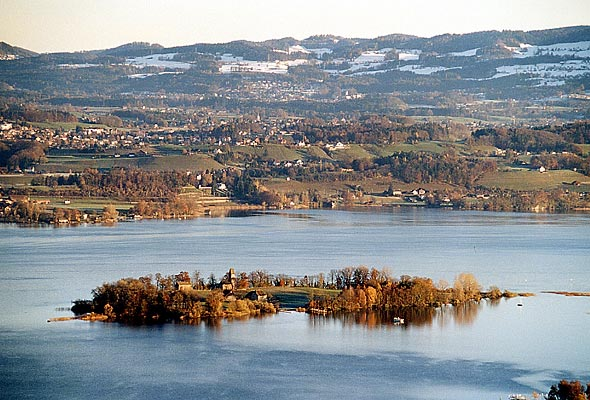
Curyšské jezero s ostrovem Ufenau

Podlouhlý, mírně zakřivený tvar Curyšského jezera připomíná banán. Jezero měří od Rapperswilu k Curychu přibližně 28 kilometrů a spolu s jezerem Obersee asi 42 kilometrů. V nejširším místě mezi Stäfou a Richterswilem je jezero široké 3,85 kilometru. Jeho nejhlubší místo mezi Herrlibergem a Oberriedenem je hluboké 136 m. Délka pobřeží činí 87,6 km, čímž je Curyšské jezero pátým největším jezerem ve Švýcarsku.
Curyšské jezero má úzkou část u Rapperswilu a poloostrova Hurden, který vznikl v době ledové morénou tzv. hurdenského stupně. Část jezera mezi Rapperswilem a Schmerikonem, která je od větší části jezera oddělena přehradou Rapperswil, se nazývá Obersee. V nížině Linthu mezi Tuggenem, Reichenburgem a Uznachem existovala až do středověku východní část jezera, Tuggenské jezero, které se v 16. století vlivem velkého zatížení dna Linthu zaneslo.
Mezi Rapperswilem a Pfäffikonem se nacházejí dva ostrovy, obydlený Ufenau a neobydlený Lützelau, který je přírodní rezervací. Ostrůvek Schönenwirt u Richterswilu je třetím největším přírodním ostrovem jezera.
Curyšské jezero v současné podobě vzniklo po poslední době ledové, kdy byla tající voda z ledovců přehrazena na konečné moréně.

## Vodní režim
Největší přítok je Linth z východu. Dalšími přítoky jsou ze severu Jona a z jihu Wägitaler Aa. Z jezera odtéká na severozápadě řeka Limmat (přítok Aare, povodí Rýnu).

## Osídlení

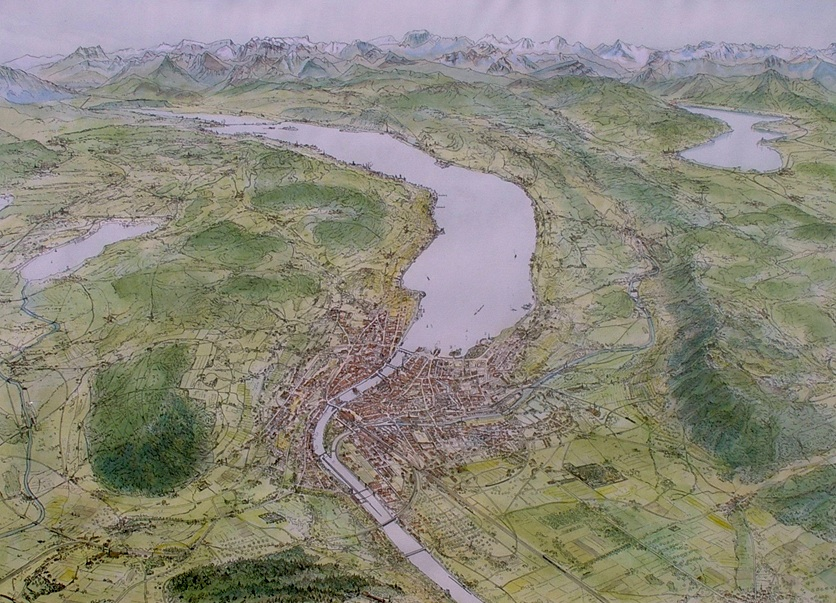
Vyobrazení jezera z roku 1885

Celková rozloha Curyšského jezera je 88,17 km², z toho 59,79 km² připadá na kanton Curych, 17,46 km² na kanton Schwyz a 10,92 km² na kanton St. Gallen.
Oba břehy Curyšského jezera jsou od velkého stavebního boomu ve 20. století téměř kompletně zastavěny obytnou a komerční zástavbou a dopravní infrastrukturou, zejména v západní části. Obytné oblasti na pravém břehu v kantonu Curych se kvůli slunečné poloze a nadprůměrným příjmům obyvatel přezdívá Zlaté pobřeží, zatímco území na levém břehu jezera se někdy pejorativně označuje jako Pfnüselküste.
Nad obcemi na břehu Curyšského jezera se rozkládají kopce Zimmerberg (levý břeh) a Pfannenstiel (pravý břeh). Zejména Zimmerberg s oblastí Hirzel v nejjižnějším cípu kantonu Curych je poměrně řídce osídlen.
V závislosti na tom, zda se počítají politické obce nebo obce (okresy), hraničí s Curyšským jezerem a Obersee 31 obcí: 20 z nich patří do kantonu Curych (všechny u Curyšského jezera) a 8 do kantonu Schwyz, z toho tři u jezera Obersee, Pfäffikon a Hurden částečně. Dvě ze tří obcí na Curyšském jezeře v St. Gallenu leží celé na Obersee, přičemž většina území obce Rapperswil-Jona patří k Obersee.
Curych je hospodářským centrem oblasti Curyšského jezera. Curyšské jezero zaujímá 4,1 km² z celkové rozlohy obce 87,78 km². Politická obec Curych - od roku 1989 identická také s okresem Curych - má přibližně 450 000 obyvatel; v aglomeraci, takzvaném milionovém Curychu, žije 1,33 milionu lidí. Metropolitní region Curych, který zahrnuje velkou část východní a centrální Švýcarské plošiny, má 4,14 milionu obyvatel.
V oblasti kolem Curyšského jezera žije odhadem 1,2 milionu obyvatel.

### Přehled sídel

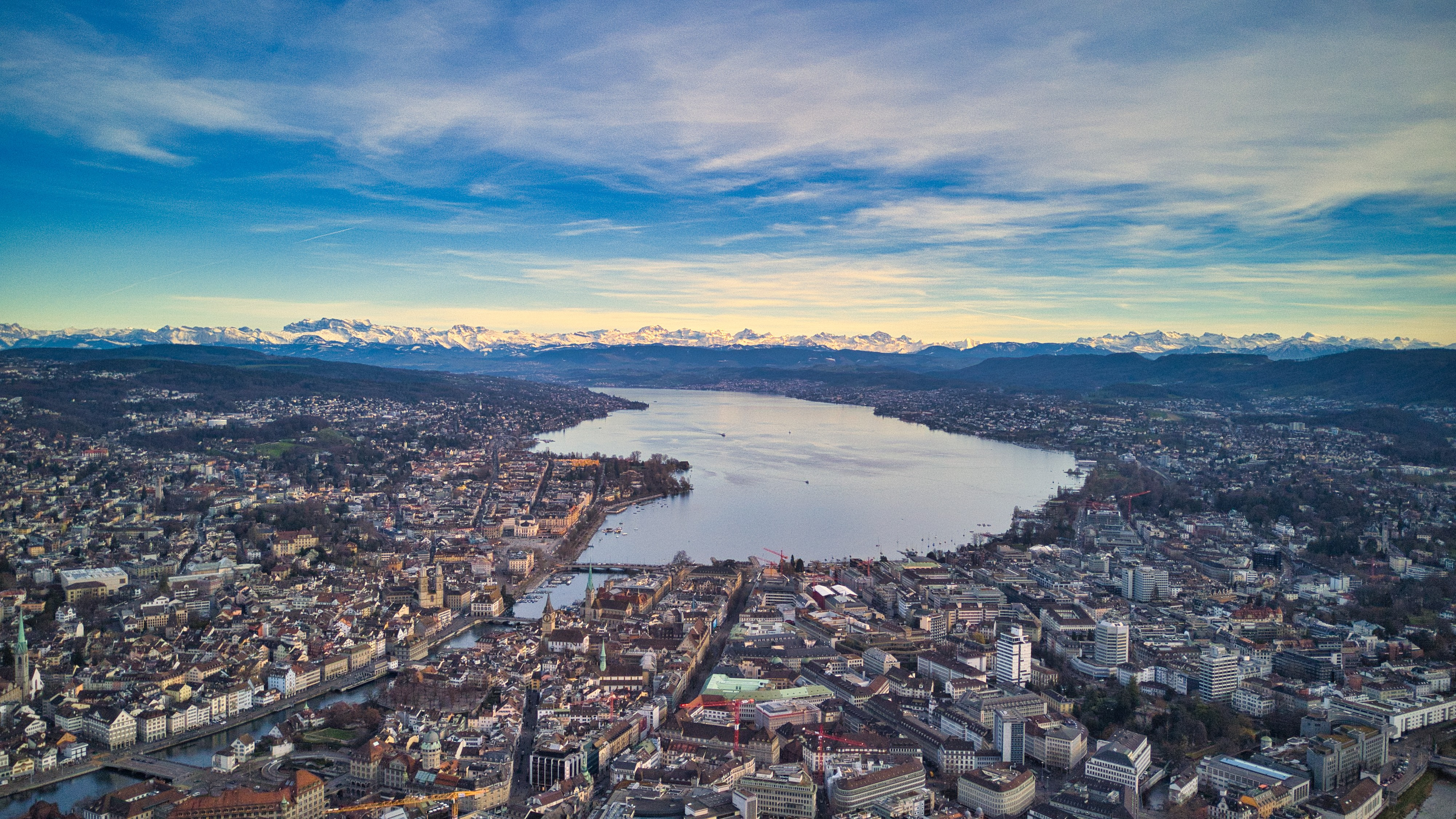
Pohled na Curyšské jezero s centrem Curychu (dole)

- Kanton Curych — na severozápadním břehu leží město Curych a dále leží na severním břehu Zollikon, Küsnacht, Erlenbach, Herrliberg, Meilen, Uetikon am See, Männedorf a Stäfa a na jižním břehu Kilchberg, Rüschlikon, Thalwil, Oberrieden, Horgen, Wädenswil a Richterswil.
- Kanton St. Gallen — u severního konce náspu Rapperswil a na severovýchodě Schmerikon
- Kanton Schwyz — na jihovýchodě to jsou Wollerau, Freienbach, Pfäffikon, Hurden (na kose), Altendorf, Lachen a Nuolen.

## Fauna a flóra
Na jezeře je rozvinuté rybářství.

## Využití

### Doprava
Na jezeře je rozvinutá místní lodní doprava.

### Vodárenství
Voda v jezeře využívána jako zdroj pitné vody pro Curych. Voda v jezeře je velmi vysoké kvality, takže naplnění vodovodu předchází jen nezbytná purifikace.